# Boško Balaban
Boško Balaban (ur. 15 października 1978 w Rijece) – piłkarz chorwacki grający na pozycji napastnika.

## Kariera klubowa
Urodzony w Rijece Balaban zaczynał karierę w miejscowym klubie NK Rijeka. W lidze debiutował w 1995 roku. Na początku kariery miał jednak duże problemy by przebić się do pierwszego składu, a gdy grał nie strzelał tylu goli, ilu wymagałoby się od napastnika. Dopiero sezon 1999/2000 był dla niego przełomowy – z 15 golami na koncie został królem strzelców pierwszej ligi chorwackiej. Zainteresował się nim czołowy klub ligi Dinamo Zagrzeb i latem 2000 roku Balaban stał się zawodnikiem tego zespołu. W sezonie 2000/2001 utrzymał skuteczność i w barwach Dinama po raz drugi z rzędu został królem strzelców ligi, tym razem zdobywając 14 bramek. Po rozegraniu 2 meczów w następnym sezonie (2001/2002) został sprzedany do angielskiej Aston Villi za sumę 5,6 mln funtów.
Na angielskich boiskach Balaban kompletnie zawiódł – w Aston Villi zagrał ledwie 8 meczów, z czego 7 wchodząc z ławki i nie zdołał ani razu trafić do siatki rywali. Zatęsknił za ojczyzną i latem 2002 został wypożyczony do Dinama. Tamże odzyskał skuteczność i w 24 meczach zdobył 15 bramek. Wrócił do Aston Villi jednak w grudniu rozwiązano z nim kontrakt. W styczniu 2004 został graczem belgijskiego Club Brugge. Jednak z powodu kontuzji w lidze zagrał dopiero w sezonie 2004/2005. W klubie z Brugii Balaban był podstawowym zawodnikiem i czołowym strzelcem zespołu.
Latem 2007 roku Balaban zdecydował się powrócić do Dinamo Zagrzeb. W 18 spotkaniach zdobył 11 goli i należał do najskuteczniejszych strzelców swojej drużyny. W dużym stopniu przyczynił się do wywalczenia przez Dinamo tytułu mistrza Chorwacji. W czerwcu 2009 roku Balaban odszedł do Panioniosu GSS. Z nowym klubem podpisał 3-letnią umowę. W 2012 roku grał w Selangorze.
W swojej karierze Balaban trzykrotnie był mistrzem kraju – dwa razy miało to miejsce z Dinamem (w 2003 roku i 2008 roku, a raz z Brugge (w 2005 roku).
| Sezon   | Klub           | Kraj      | Rozgrywki     | Mecze | Bramki |
| ------- | -------------- | --------- | ------------- | ----- | ------ |
| 1995/96 | NK Rijeka      | Chorwacja | Prva HNL      | 2     | 0      |
| 1996/97 | NK Rijeka      | Chorwacja | Prva HNL      | 17    | 1      |
| 1997/98 | NK Rijeka      | Chorwacja | Prva HNL      | 26    | 1      |
| 1998/99 | NK Rijeka      | Chorwacja | Prva HNL      | 23    | 4      |
| 1999/00 | NK Rijeka      | Chorwacja | Prva HNL      | 29    | 15     |
| 2000/01 | Dinamo Zagrzeb | Chorwacja | Prva HNL      | 25    | 14     |
| 2001/02 | Dinamo Zagrzeb | Chorwacja | Prva HNL      | 2     | 0      |
| 2001/02 | Aston Villa    | Anglia    | Premiership   | 8     | 0      |
| 2002/03 | Dinamo Zagrzeb | Chorwacja | Prva HNL      | 24    | 15     |
| 2003/04 | Aston Villa    | Anglia    | Premiership   | 0     | 0      |
| 2004/05 | Club Brugge    | Belgia    | Eerste Klasse | 24    | 11     |
| 2005/06 | Club Brugge    | Belgia    | Eerste Klasse | 30    | 13     |
| 2006/07 | Club Brugge    | Belgia    | Eerste Klasse | 29    | 16     |
| 2007/08 | Dinamo Zagrzeb | Chorwacja | Prva HNL      | 18    | 11     |
| 2008/09 | Dinamo Zagrzeb | Chorwacja | Prva HNL      | 13    | 6      |
| 2009/10 | Panionios GSS  | Grecja    | Alpha Ethniki | 24    | 8      |
| 2010/11 | Panionios GSS  | Grecja    | Alpha Ethniki | 26    | 4      |
| 2012    | Selangor FA    | Malezja   | Super League  | 20    | 12     |

## Kariera reprezentacyjna
W reprezentacji Chorwacji Balaban debiutował 16 sierpnia 2000 roku w zremisowanym 1:1 meczu z reprezentacją Słowacji. Był to udany debiut, gdyż Balaban, który poprzednio grał w zespole Under-21, zdobył bramkę dla Chorwatów. Zagrał bardzo dobrze podczas kwalifikacji do Mistrzostw Świata 2002, kiedy to z 5 golami został najlepszym strzelcem Chorwatów (zdobył m.in. hat-tricka z Łotwą). Został więc powołany do kadry na te mistrzostwa, jednak nie zagrał na nich ani minuty. Po Mirko Joziciu, za czasów którego Balaban grał w reprezentacji, nastał czas Otto Baricia – wtedy to Balaban ani razu nie zagrał w reprezentacyjnych barwach. Dopiero za kadencji kolejnego selekcjonera Zlatko Kranjčara Boško powrócił do reprezentacji. Grał w kwalifikacjach do Mistrzostw Świata w Niemczech, podczas których zdobył 2 bramki. Kranjčar powołał go również do 23-osobowej kadry na same finały. Jednak drugie mistrzostwa w karierze Balaban przesiedział całe na ławce rezerwowych.